# زبان‌های تونگی
زبان‌های تونگی گروه کوچکی از زبان‌های پلی‌نزیایی هستند. حداقل از دو زبان، تونگایی و نیوویایی، و احتمالاً زبان سوم، نیوافئویی تشکیل شده است.